# Lorenzo Dobelli
Lorenzo Dobelli (fl. XX secolo) è stato un pilota motociclistico italiano che gareggiò nel Motomondiale come passeggero nel sidecar con diversi piloti.

## Biografia
Insieme al pilota Ercole Frigerio divenne campione d'Italia nel 1949 su un sidecar con motore monocilindrico Gilera Saturno. In quell'anno fu anche organizzato per la prima volta il Motomondiale. La classe sidecar venne disputata su sole tre gare, ma Frigerio e Dobelli parteciparono solo al Gran Premio di Svizzera, dove giunsero secondi, e al Gran Premio delle Nazioni, gara di casa a Monza. Vinsero questa gara, ma il duo Eric Oliver/Denis Jenkinson aveva già vinto due gare ed era già certo del titolo mondiale. Frigerio/Dobelli giunsero secondi nella classifica finale.
Nel 1950 Jenkinson fece coppia con il belga Marcel Masuy, probabilmente solo occasionalmente perché era anche giornalista e scrittore. Lorenzo Dobelli prese il suo posto nel sidecar Norton di Oliver. Oliver e Dobelli vinsero tutti i GP (Belgio, Svizzera e il Gran Premio delle Nazioni) divenendo campioni del mondo.
Nel 1951, la differenza tra Norton e Gilera si era ridotta. Oliver/Dobelli fecero segnare il giro più veloce in tutte le gare, vinsero tre volte e una giunsero secondi, abbastanza per diventare nuovamente campioni del mondo.
All'inizio della stagione 1952, la coppia Eric Oliver/Lorenzo Dobelli ebbe un incidente in Francia e entrambi subirono una frattura alla gamba. Di conseguenza saltarono i primi tre GP (Svizzera, Isola di Man e Assen). A luglio Eric Oliver corse a Spa-Francorchamps per il Gran Premio del Belgio. Aveva ancora la gamba ingessata e Dobelli camminava ancora con le stampelle. Oliver venne autorizzato a gareggiare con il vice passeggero Stanley Price. Dopo una grande battaglia con la Gilera, prese il comando all'ultima curva e vinse il Gran Premio del Belgio. In Germania e a Monza si ritirò, ma nell'ultimo Gran Premio, quello di Spagna, vinse insieme a Lorenzo Dobelli. Finirono al quinto posto in campionato e Cyril Smith, anche lui pilota Norton, divenne campione del mondo. La Norton era chiaramente più debole delle Gilera, ed Eric Oliver dovette usare ogni sorta di trucco per stare davanti a loro. In rettilineo ridusse la resistenza allungando le gambe all'indietro e allungandosi sulla moto.
Nel 1953 Eric Oliver iniziò con un nuovo compagno, Stanley Dibben, mentre Lorenzo Dobelli non partecipò più continuativamente alle corse. L'ultima partecipazione alle gare iridate registrata è stata in occasione del Gran Premio di Spagna 1955 dove ha gareggiato con Luigi Marcelli quale pilota, ottenendo il nono posto.

## Risultati nel Motomondiale
| 1949 | Classe                      | Moto   |    |   |    |  |    |   |  |  |  | Punti | Pos. |
| ---- | --------------------------- | ------ | -- | - | -- |  | -- | - |  |  |  | ----- | ---- |
| 1949 | Sidecar con Ercole Frigerio | Gilera | NE | 2 | NE |  | NE | 1 |  |  |  | 18    | 2º   |

| 1950 | Classe                  | Moto   |    |   |    |   |    |   |  |  |  | Punti | Pos. |
| ---- | ----------------------- | ------ | -- | - | -- | - | -- | - |  |  |  | ----- | ---- |
| 1950 | Sidecar con Eric Oliver | Norton | NE | 1 | NE | 1 | NE | 1 |  |  |  | 24    | 1º   |

| 1951 | Classe                  | Moto   |   |   |    |   |    |   |    |   |  | Punti | Pos. |
| ---- | ----------------------- | ------ | - | - | -- | - | -- | - | -- | - |  | ----- | ---- |
| 1951 | Sidecar con Eric Oliver | Norton | 1 | 5 | NE | 1 | NE | 1 | NE | 2 |  | 30    | 1º   |

| 1952 | Classe                  | Moto   |  |    |    |  |     |    |     |   |  | Punti | Pos. |
| ---- | ----------------------- | ------ |  | -- | -- |  | --- | -- | --- | - |  | ----- | ---- |
| 1952 | Sidecar con Eric Oliver | Norton |  | NE | NE |  | Rit | NE | Rit | 1 |  | 16    | 5º   |

| 1955 | Classe                     | Moto   |   |    |   |   |   |   |    |   |  | Punti | Pos. |
| ---- | -------------------------- | ------ | - | -- | - | - | - | - | -- | - |  | ----- | ---- |
| 1955 | Sidecar con Luigi Marcelli | Norton | 9 | NE | - | - | - | - | NE | - |  | 0     |      |

| Legenda | 1º posto        | 2º posto            | 3º posto            | A punti      | Senza punti        | Grassetto – Pole position Corsivo – Giro più veloce |
| Legenda | Gara non valida | Non qual./Non part. | Ritirato/Non class. | Squalificato | '-' Dato non disp. | Grassetto – Pole position Corsivo – Giro più veloce |